# Qiaoxu (häradshuvudort i Kina, Guangxi Zhuangzu Zizhiqu, lat 22,96, long 109,76)
Qiaoxu (kinesiska: 桥圩, 桥圩镇) är en häradshuvudort i Kina. Den ligger i den autonoma regionen Guangxi, i den södra delen av landet, omkring 150 kilometer öster om regionhuvudstaden Nanning. Antalet invånare är 81 676. Befolkningen består av 39 237 kvinnor och 42 439 män. Barn under 15 år utgör 24,0 %, vuxna 15-64 år 66 %, och äldre över 65 år 9,0 %.
Runt Qiaoxu är det tätbefolkat, med 343 invånare per kvadratkilometer. Det finns inga andra samhällen i närheten. Omgivningarna runt Qiaoxu är en mosaik av jordbruksmark och naturlig växtlighet.
Genomsnittlig årsnederbörd är 2 256 millimeter. Den regnigaste månaden är juli, med i genomsnitt 350 mm nederbörd, och den torraste är februari, med 47 mm nederbörd.